# Dieter Koulmann
Dieter Koulmann (født 4. december 1939, død 26. juli 1979) var en tysk fodboldspiller (midtbane).
Koulmann spillede i løbet af sin karriere for henholdsvis Bayern München, Kickers Offenbach og MSV Duisburg. Hos Bayern var han med til at vinde den tyske pokaltitel i henholdsvis 1966 og 1967 samt Pokalvindernes Europa Cup i 1967.

## Titler
DFB-Pokal
- 1966 og 1967 med Bayern München

Pokalvindernes Europa Cup
- 1967 med Bayern München